# Henri Duvernois
Henri Duvernois, pseudonimo di Henri Simon Schwabacher (Parigi, 4 marzo 1875 – Parigi, 30 gennaio 1937), è stato uno scrittore, drammaturgo, sceneggiatore, librettista e critico letterario francese.

## Biografia
Nato a Parigi da padre ungherese, di professione commerciante di diamanti, e da madre olandese. All'età di undici anni rimase orfano di padre. Iniziò a lavorare a 17 anni, subito dopo le scuole medie superiori, come segretario della Bibliothèque Charpentier, una casa editrice di classici. Divenne poi giornalista (Le Matin, Fémina, Comoédia, Candide, L'Illustration). Cominciò a scrivere novelle su suggerimento di Catulle Mendès. Raggiunse la notorietà nel 1902 con il romanzo Le roseau de fer. Fu amico di Marcel Proust. 
Henri Duvernois è stato uno scrittore prolifico, multiforme e fortunato, narratore abile e moralista bonario, anche se forse un po' superficiale; è ricordato soprattutto per la sua attività di romanziere di ispirazione realistica. Diresse fra l'altro per l'editore Arthème Fayard la rivista letteraria "Les Oeuvres libres" dove apparvero fra l'altro alcuni scritti di Proust.

## Opere (Selezione)

### Romanzi
- 1902 : Le roseau de fer
- 1908 : Crapotte
- 1911 : La bonne infortuné
- 1912 : Le veau gras
- 1914 : Faubourg Montmartre
- 1922 : La Fugue
- 1923 : Le Roman des quatre, in collaborazione con Paul Bourget, Pierre Benoît e Gérard d'Houville
- 1926 : Morte la bête
- 1927 : Maxime
- 1929 : Faubourg Montmartre
- 1929 : La bête rouge
- 1936 : L'homme qui s'est retrouvé
- 1941 : Les Soeurs Hortensias

### Raccolte di novelle
- 1909 : Les marchandes d'oubli
- 1911 : Les demoiselles de perdition
- 1922 : La lune de fiel

### Commedie
- 1919 : Il était un petit Home, Théâtre des Mathurins (prima rappresentazione: 19 dicembre 1919)
- 1921 : La Dame de bronze et le monsieur de cristal
- 1923 : Seul
- 1924 : Après l'amour, in collaborazione con Pierre Wolff, Théâtre du Vaudeville
- 1924 : Le Geste, in collaborazione con Maurice Donnay, Théâtre de la Renaissance
- 1925 : Chabichou
- 1925 : Dibengo, in collaborazione con Pierre Wolff, Théâtre de la Porte Saint-Martin (prima rappresentazione: 21 ottobre 1925)
- 1927 : L'Eunuque, in collaborazione con André Birabeau, Théâtre Femina
- 1927 : Devant la porte
- 1928 : Le Haricot vert
- 1930 : Cœur, Théâtre des Nouveautés
- 1931 : L'Opération
- 1931 : La Tuile d'argent, in collaborazione con Lucien Descaves, La Potinière

### Libretti di operette
- 1926 : Une revue 1830-1930, in collaborazione con Maurice Donnay, musica di Reynaldo Hahn, Théâtre de la Porte Saint-Martin (prima rappresentazione: 28 ottobre 1926)
- 1926 : Le Temps d'aimer, in collaborazione con Pierre Wolff, musica di Reynaldo Hahn, Théâtre de la Michodière (prima rappresentazione: 7 novembre 1926)
- 1930 : Virginie
- 1934 : Toi, c'est moi
- 1934 : Les Sœurs Hortensia
- 1936 : La Poule

### Sceneggiature cinematografiche
- Faubourg Montmartre (Charles Burguet), 1924
- La dame de bronze et le monsieur de cristal (Marcel Manchez), 1929
- Faubourg Montmartre (Raymond Bernard), 1931
- Après l'amour (When Love Is Over , Léonce Perret), 1931
- Seul (Jean Tarride), 1932
- Dans les rues (Victor Trivas), 1933
- Jeanne (Georges Marret), 1934
- Le scandale (Marcel L'Herbier), 1934
- Après l'amour (Maurice Tourneur), 1931
- Maxime (Henri Verneuil), 1958

## Riconoscimenti
- 1933: Gran premio di letteratura dell'Accademia francese per l'insieme della sua opera;[1]